# Бернард Кріббінс
Бернард Кріббінс (англ. Bernard Joseph Cribbins; 29 грудня 1928, Олдхем — 27 липня 2022) — британський актор кіно, телебачення, театру та озвучування. У 2011 році став офіцером ордена Британської імперії.
У 1966 році Кріббінс зіграв Тома Кемпбелла в британському науково-фантастичному фільмі Вторгнення Далека на Землю, засноване на серіалі «Доктор Хто». У 2007—2010 роках він грав роль Вілфреда Мотта, друга і згодом супутника головного героя, Доктора у «Докторі Хто».
Він знявся у таких фільмах, як «Дюнкерк», «Найкращі вороги», 1963 Carry On Jack, Spy, 1964, Вона (1965), Казино Рояль (1967), 1970 Adventure Comes by Train, Безумство (1972), 1978 Water Children, 1992 Columbus.